# Последняя охота (фильм, 1979)
«Последняя охота» — советский фильм 1979 года режиссёра Игоря Шешукова.

## Сюжет
1920-е годы. На Крайнем Севере ещё не установлена Советская власть. На отдалённый склад фактории у моря местные жители-эскимосы по-привычке свозят меха. Американская шхуна под командой капитана Хорсфилда прибывает сюда чтобы по дешёвке скупить пушнину, но узнав о безвластии, решают просто забрать «ничейные» ценности. Но на их пути встаёт молодой учитель-коммунист Сергей, поднимающий жителей на бой с интервентами…

Сюжет чем-то напоминает рассказы Джека Лондона. Для актёра в сценарии есть притягательная и я бы сказал, любопытная фактура.— исполнитель главной роли актёр Юрий Богатырёв

Картину определяли как «советский вестерн», действие её разворачивается в динамичном темпе и в ней много сцен с погонями и перестрелками.— газета «Мурманский вестник», 2009 год

## В ролях
- Юрий Богатырёв — Сергей
- Олег Борисов — Джон Хорсфилд, капитан шхуны
- Николай Гринько — Иван Сергеевич Шатохин, хозяин фактории
- Максим Мунзук — Келеуге, охотник
- Альгимантас Масюлис — Стэн Стюарт
- Алексей Ооржак — Гамелькот
- Марина Лихун  — Вааль
- Иван Бортник — Риф, член экипажа шхуны
- Валентин Букин — Прайс, член экипажа шхуны
- Алексей Жарков — Дрейс, член экипажа шхуны
- Сергей Попов — Кардиф, член экипажа шхуны
- Афанасий Тришкин — Шульц, член экипажа шхуны
- Анатолий Рудаков — член экипажа шхуны
- Александр Пашутин — член экипажа шхуны
- Борис Бады-Сагаан — житель стойбища
- Александр Салчак — житель стойбища
- Буда Вампилов — эпизод
- Анзат Куулар — эпизод
- Болот Бейшеналиев — эпизод
- Николай Рыбников — эпизод

## Съёмки
Съёмки велись на Кольском полуострове под Кировском — в Хибинах, на озере Вудъявре.

## Критика
- Владимир Шапошников — Широкий экран и пустующий зал // Сибирские огни, № 7, 1982. — стр. 152—164